# Druga Towarowa Kompania
Druga Towarowa Kompania (ros. ОАО Вторая грузовая компания, WGK) – rosyjski przewoźnik kolejowy. Firma powstała w 2010 roku w związku z restrukturyzacją Kolei Rosyjskich. Przedsiębiorstwo zajmuje się przewozami towarowymi na terenie Rosji.